# ベルナニマルキュラ

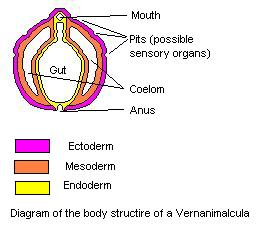
左右相称動物としての復元図

ベルナニマルキュラ (Vernanimalcula guizhouena) は6億-5億8000万年前の地層から発見されたアクリタークの一つ。大きさは0.1-0.2 mmで、髪の毛の太さ程度である。学名 Vernanimalcula は”小さな春の動物”を意味する。これは、この化石がマリノア氷期の終わりの層から発見されたこと、また、発見当初は動物だと考えられていたことによる。
本種の化石は中国の陡山沱累層から発見された。この層は、軟組織や微細構造を残した化石が発掘される、数少ないラーガーシュテッテである。この化石は感覚器官とされる1対の孔・消化器・口・肛門を備えた、体腔を持つ三胚葉構造を持つと解釈され、最初期の左右相称動物であると考えられた。
本種が真の左右相称動物だと解釈されていた頃は、これほど古い層から左右相称動物の化石が見つかることは重要な意味を持つと考えられていた。動物の様々な門への分化が顕微鏡的な大きさの内に起こったのだとすれば、カンブリア爆発での多くの動物門の突然の出現は、すでに存在する動物が、単に（地質学的に）突然の体サイズの増大と、容易に化石化する構造（骨・殻）を手に入れたことに帰着できるからである。
現在では、本種を左右相称動物であるとする解釈は非常に疑わしいものとなっている。別の研究者(Bengtson, Budd と共同研究者)は、この化石はアクリタークのような球状物の周囲にリン酸塩の結晶が成長したもので、化石生成過程におけるアーティファクトであり、よって動物ですらないと繰り返し主張している。これに対しChen et al. は、自身の解釈を弁護している。Petryshyn et al. は本種に似た化石を調査し、”おそらく生物由来のもの”と結論している。

## 参照
- スプリッギナ
- キンベレラ